# Grenig väggört
Grenig väggört (Parietaria judaica) är en växtart i familjen nässelväxter. 